# Tê giác Java
Tê giác Java hay tê giác Sunda, còn được gọi tê giác một sừng (Rhinoceros sondaicus) là một trong năm loài động vật guốc lẻ còn sống sót của họ Tê giác. Chúng cùng thuộc 1 chi với loài tê giác Ấn Độ, và cũng có một bộ da nếp gấp giống như 1 bộ áo giáp, tuy nhiên chúng chỉ dài có 3,1–3,2 m (10–10,5 ft) và cao 1,4–1,7 m (4,6–5,8 ft), nhỏ hơn tê giác Ấn Độ và gần tương đương với kích cỡ loài tê giác đen. Sừng của tê giác Java có độ dài thường dưới 25 cm (10 inch), nhỏ hơn các loài tê giác khác.
Trước kia là loài phổ biến nhất trong các loài tê giác châu Á, tê giác Java từng phân bố ở các đảo của Indonesia, trải rộng toàn bộ Đông Nam Á, tới cả Ấn Độ và Trung Quốc. Hiện nay chúng đang ở trong tình trạng cực kỳ nguy cấp, với chỉ 2 quần thể được ghi nhận trong môi trường tự nhiên và không có con nào trong các vườn thú. Nó có thể là loài động vật có vú lớn hiếm nhất trên thế giới. Một quần thể có ít nhất 40 con sống tại Vườn quốc gia Ujung Kulon trên đảo Java của Indonesia, và quần thể còn lại được xác nhận là đã tuyệt chủng ở Việt Nam vào năm 2011. Sự suy giảm của loài này được cho là do việc săn bắt trộm, chủ yếu để lấy sừng, một loại dược liệu có giá trị cao trong y học phương Đông truyền thống và có thể bán được với giá lên tới 30.000 đôla /1 kg tại các chợ đen. Sự thu hẹp nơi cư trú, đặc biệt do hậu quả chiến tranh, như Chiến tranh Việt Nam tại Đông Nam Á, cũng góp phần làm suy giảm và cản trở việc khôi phục loài. Sự phân bố hiện nay chỉ tập trung ở 2 khu bảo tồn quốc gia, tuy nhiên những con tê giác Java vẫn còn đang gặp nguy hiểm bởi sự săn trộm, bệnh tật và sự giảm sút đa dạng di truyền gây ra bởi giao phối cận huyết.
Loài tê giác Java có thể sống đến khoảng 30–45 năm trong điều kiện hoang dã. Trong quá khứ chúng đã từng sinh sống trong những rừng mưa vùng đất thấp, vùng đồng cỏ ẩm ướt và các bãi bồi triền sông rộng lớn. Loài tê giác Java hầu hết thời gian sống đơn độc, trừ khi kết đôi và nuôi dạy tê giác con, dù rằng thỉnh thoảng chúng có thể tập hợp thành bầy gần các bãi đằm hay bãi liếm đất mặn. Con người là kẻ đi săn duy nhất các con tê giác trưởng thành. Chúng thường tránh xa con người, nhưng có thể sẽ tấn công nếu cảm thấy nguy hiểm. Các nhà khoa học và bảo tồn học hiếm khi nghiên cứu chúng trực tiếp, vì độ hiếm có của chúng và nguy cơ có thể can thiệp vào một loài sinh vật đang nguy cấp. Họ thường dựa vào những bẫy ảnh tự động (camera trap) và các mẫu phân để đánh giá sức khỏe và hoạt động của các con tê giác. Chính vì vậy, tê giác Java vẫn là loài được nghiên cứu ít nhất trong tất cả các loài tê giác hiện nay.

## Phân loại và đặt tên
Những nghiên cứu đầu tiên về loài tê giác Java từ các nhà tự nhiên học ngoại quốc diễn ra vào năm 1787, khi hai con vật bị bắn chết tại Java. Xương sọ của chúng được gửi tới nhà tự nhiên học người Đức danh tiếng Petrus Camper, tuy vậy Camper đã mất vào năm 1789 trước khi có thể công bố khám phá mới của ông rằng những con tê giác sống ở Java là một loài riêng biệt. Một con tê giác Java khác bị Alfred Duvaucel bắn tại đảo Sumatra, sau đó ông đã gửi mẫu vật tới người cha dượng của mình là Georges Cuvier, một nhà khoa học nổi tiếng người Pháp. Cuvier đã công nhận đây là một loài mới vào năm 1822, và trong năm đó nó được Anselme Gaëtan Desmarest định danh bằng danh pháp khoa học Rhinoceros sondaicus. Đó là loài cuối cùng trong họ Tê giác được xác định. Desmarest lúc đầu đã coi tê giác Java là sinh vật từ đảo Sumatra, về sau ông đã thay đổi để nói rằng mẫu vật mà ông nghiên cứu đến từ đảo Java.
Tên khoa học của chi Rhinoceros, bao gồm cả loài tê giác Ấn Độ, có nguồn gốc từ tiếng Hy Lạp, rhino có nghĩa là mũi, và ceros có nghĩa là sừng. Sondaicus bắt nguồn từ sunda, vùng địa sinh học bao gồm các đảo lớn Sumatra, Java, Borneo cùng các hòn đảo nhỏ hơn xung quanh. Nó thường được biết với tên Tê giác một sừng nhỏ (phân biệt với tê giác một sừng lớn, tức loài tê giác Ấn Độ) và ở Việt Nam quen gọi là Tê giác một sừng.
Tê giác Java có ba phân loài khác nhau, trong đó chỉ có hai là còn tồn tại:
- Rhinoceros sondaicus sondaicus, phân loài điển hình, được biết với tên Tê giác Java Indonesia, chỉ sống ở Java và Sumatra. Quần thể hiện nay còn khoảng 40-50 con, sống tại Vườn quốc gia Ujung Kulon nằm trên mũi phía Tây của đảo Java. Một nhà nghiên cứu đã đề xuất rằng tê giác Java ở Sumatra thuộc về một phân loài riêng biệt, có tên R.s. floweri, tuy nhiên ý kiến này không được chấp nhận rộng rãi[6][7].
- Rhinoceros sondaicus annamiticus là Tê giác một sừng Việt Nam hay còn biết với tên Tê giác Java Việt Nam hay Tê giác Việt Nam, sống ở Việt Nam, Lào, Campuchia, tới cả Thái Lan và Malaysia. Annamiticus bắt nguồn từ tên gọi Annamite của dãy Trường Sơn ở Đông Dương, một phần khu vực phân bố của loài này. Một quần thể đơn lẻ, ước lượng dưới 12 con, sống tại khu vực rừng đất thấp trong Vườn quốc gia Cát Tiên của Việt Nam. Phân tích di truyền cho thấy rằng hai phân loài còn tồn tại (ở Việt Nam và Indonesia) đã có cùng một tổ tiên chung cách đây khoảng chừng 300.000 đến 2 triệu năm trước[7][8]. Tuy nhiên, vào tháng 5 năm 2010, con tê giác cuối cùng của Việt Nam đã bị những tay săn trộm bắn chết ở vườn quốc gia Cát Tiên.[9] Vào tháng 10 năm 2011, tê giác Java Việt Nam đã chính thức được công bố là tuyệt chủng.[10][11] [12][13]
- Rhinoceros sondaicus inermis, tên thông thường Tê giác Java Ấn Độ, chỉ cư trú từ vùng Bengal đến Miến Điện, tuy nhiên nó được cho là đã tuyệt chủng vào thập niên đầu của thế kỷ 20. Inermis nghĩa là không có sừng, và đặc tính đặc trưng nhất của phân loài này là những chiếc sừng nhỏ ở các con đực, và thiếu mất sừng ở con cái (con được nghiên cứu đầu tiên của phân loài là một con cái không có sừng). Tình hình chính trị ở Miến Điện đã ngăn cản việc đánh giá loài tê giác Java Ấn Độ ở nước này, tuy vậy sự tồn tại của chúng đã được công nhận một cách không chắc chắn[14][15][16].

### Tiến hóa

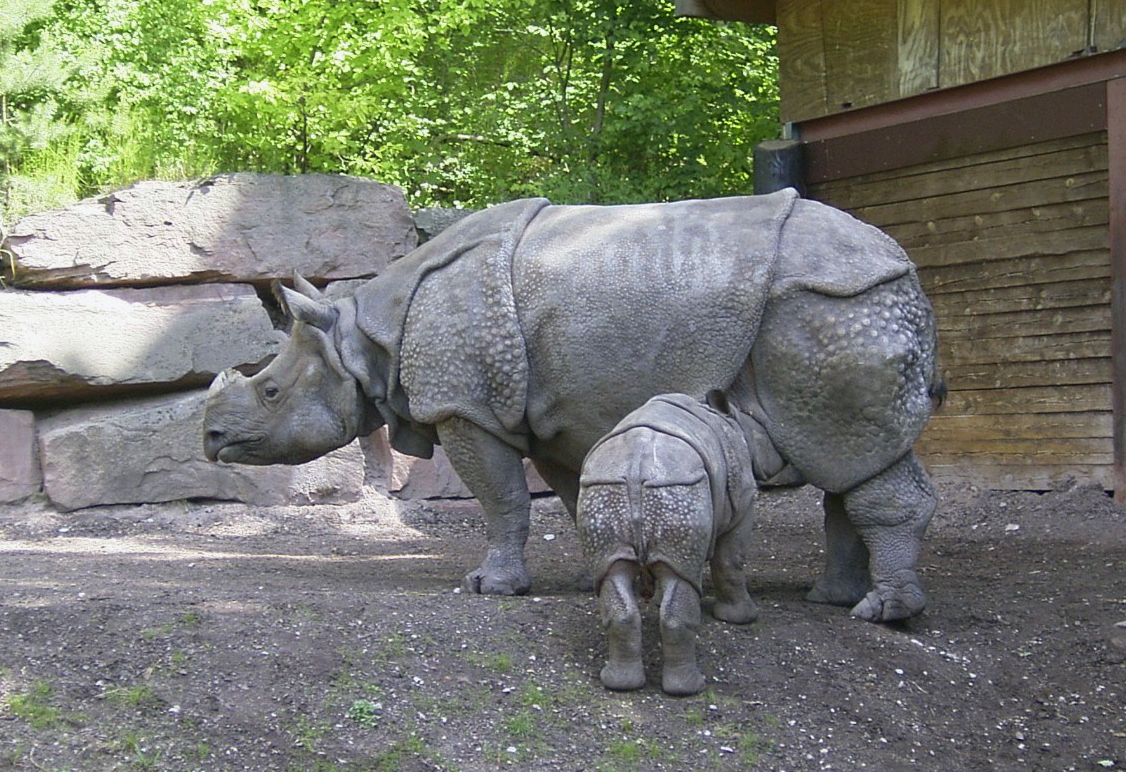
Ảnh tê giác Ấn Độ, loài có mối quan hệ gần gũi nhất với tê giác Java; chúng là hai loài duy nhất của chi điển hình Rhinoceros.

Những con tê giác tổ tiên bắt đầu tách ra từ những động vật guốc lẻ khác vào thời kỳ Tiền Eocen. Đối chiếu DNA ti thể cho thấy tổ tiên của những con tê giác hiện đại rẽ ra từ tổ tiên của họ Ngựa vào khoảng 50 triệu năm về trước. Họ hiện nay, Rhinocerotidae, xuất hiện lần đầu vào cuối thế Eocen tại lục địa Á-Âu. Tổ tiên của những loài tê giác sống rải rác ở châu Á hiện nay bắt đầu xuất hiện trong thời kỳ thế Miocen.
Loài tê giác Ấn Độ và tê giác Java, hai thành viên duy nhất của chi Rhinoceros, xuất hiện trong các bằng chứng hóa thạch ở châu Á vào khoảng 1,6 đến 3,3 triệu năm về trước. Tuy nhiên, những đánh giá phân tử cho thấy những loài này có thể tách ra ở thời điểm sớm hơn nhiều, khoảng 11,7 triệu năm trước. Dù thuộc về chi điển hình (tức là chi tiêu biểu, được lấy tên đặt cho họ), hai loài này không được cho là có mối quan hệ gần gũi với các loài tê giác khác. Những nghiên cứu khác đã đưa ra giả thuyết rằng chúng có thể gần gũi với các chi đã tuyệt chủng Gaindetherium và Punjabitherium. Một phân tích nguồn gốc phát sinh chi tiết về họ Tê giác đã đưa chi Rhinoceros và Punjabitherium vào cùng một nhánh với chi Dicerorhinus (tê giác Sumatra). Những nghiên cứu khác cho rằng tê giác Sumatra lại có quan hệ gần gũi hơn với hai loài tê giác châu Phi, chúng có thể tách ra từ những loài tê giác khác khoảng chừng 15 triệu năm trước đó.

## Đặc điểm
Loài tê giác Java có kích cỡ nhỏ hơn tê giác Ấn Độ, và tương đương với loài tê giác đen. Chiều dài cơ thể của tê giác Java (bao gồm cả đầu) có thể lên đến 3,1–3,2 m (10–10,5 ft) và chiều cao là 1,4–1,7 m (4,6–5,8 ft). Khi trưởng thành, chúng có cân nặng khác nhau, dao động từ 900 đến 2.300 kg, và do đang ở tình trạng cực kỳ nguy cấp nên vẫn chưa có một nghiên cứu chính xác nào về kích cỡ khối lượng của loài nay, bởi việc đó không phải là ưu tiên hàng đầu. Không có sự khác biệt kích cỡ đáng kể nào giữa hai giới, nhưng con cái có thể to hơn con đực một ít. Những con tê giác Việt Nam thì nhỏ hơn đáng kể so với đồng loại ở Java, dựa trên những bằng chứng hình ảnh hay kích cỡ dấu chân của chúng.
Giống như người anh em Ấn Độ, loài tê giác Java có một sừng (những loài tê giác khác hiện nay đều có hai sừng). Sừng của chúng nhỏ hơn tất cả những loài tê giác còn tồn tại khác, thông thường dài chưa đến 20 cm (7,9 inch) và chiếc sừng dài nhất được ghi nhận cũng chỉ là 27 cm (10,5 inch). Chúng dường như không thường xuyên dùng sừng để tấn công, thay vì thế chúng sử dụng sừng để cạo bùn trong những bãi đầm, hạ đổ cây xuống để kiếm ăn, hay mở đường đi qua những bụi cây cối rậm rạp. Giống với những loài tê giác ăn cành lá khác (tê giác đen, Sumatra và Ấn Độ), tê giác Java có môi trên dài, nhọn giúp cho việc lấy thức ăn. Những răng cửa dưới thì dài và sắc, được chúng sử dụng trong chiến đấu. Sau răng cửa, có hai hàng sáu chiếc răng hàm dưới vây quanh để nhai các thực vật thô. Giống như những tê giác khác, chúng có khả năng ngửi và nghe tốt nhưng lại có thị giác rất kém. Tuổi thọ của tê giác Java khoảng từ 30-45 năm.
Bộ da của chúng không lông, có màu xám lốm đốm hay nâu xám, được phủ thành từng nếp gấp xung quanh vai, lưng và mông. Bộ da có cấu trúc khảm tự nhiên giúp tạo cho những con tê giác một lớp vỏ ngoài bảo vệ như một bộ áo giáp. Những nếp gấp ở cổ tê giác Java nhỏ hơn tê giác Ấn Độ, nhưng vẫn tạo thành hình yên ngựa phủ qua vai. Bởi những rủi ro có thể gây quấy rầy một loài động vật đang gặp nguy cấp, nên các nhà khoa học phải nghiên cứu thông qua mẫu phân và những bẫy ảnh. Tê giác Java rất hiếm khi có thể được bắt gặp, quan sát hay đánh giá một cách trực tiếp.

## Phân bố và môi trường sống

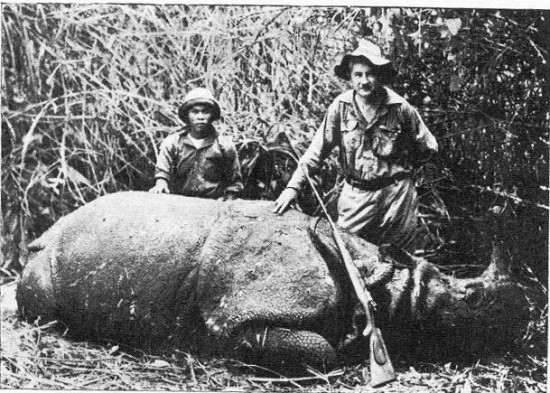
Một con tê giác Java đực bị bắn chết tại Sindangkerta, Tây Java vào 31 tháng 1 năm 1934.

Kể cả những đánh giá lạc quan nhất cũng cho thấy có ít hơn 100 con tê giác Java trong điều kiện hoang dã. Chúng được công nhận có thể là loài động vật có vú đang gặp nguy hiểm nhất trên thế giới, dù rằng loài tê giác Sumatra, hiện còn khoảng 300 cá thể, đang ở những khu vực phân bố không được bảo vệ như tê giác Java, và một số nhà môi trường học cho rằng tê giác Sumatra đang ở trong tình trạng nguy hiểm hơn. Tê giác Java hiện nay chỉ được biết đang tồn tại ở một duy nhất: vườn quốc gia Ujung Kulon trên mũi phía Tây đảo Java.
Loài động vật này trước kia đã từng phổ biến ở Assam và Bengal (vùng phân bố của chúng có thể chồng lấn lên cả vùng của tê giác Sumatra và Ấn Độ), hướng về phía Đông tới Myanmar, Thái Lan, Campuchia, Lào, Việt Nam, phía nam tới bán đảo Mã Lai, các đảo Sumatra, Java và có thể cả Borneo. Chúng chủ yếu sinh sống ở các vùng rừng mưa rậm rạp trên đất thấp, những vùng lau sậy và cỏ cao vốn rất nhiều cạnh các con sông, những vùng bãi bồi triền sông rộng lớn, hay những khu vực ẩm ướt với nhiều bãi bùn. Dù trong lịch sử, chúng thích sống ở những nơi thấp, thì phân loài ở Việt Nam đã di chuyển lên nơi cao hơn (2.000 m) bởi sự xâm lấn và săn bắt của con người.
Phạm vi phân bố của tê giác Java bắt đầu thu hẹp lại cách đây ít nhất 3.000 năm. Bắt đầu vào khoảng năm 1000 TCN, khu vực phân bố phía Bắc của tê giác Java, khi đó đã mở rộng lên cả Trung Quốc, bắt đầu chuyển về phía Nam với tốc độ lên tới 0,5 km (0,3 dặm) một năm, bởi các khu định cư của con người nơi đây đã tăng lên. Nó có thể giống như sự tuyệt chủng cục bộ loài này ở Ấn Độ trong thập niên 1990. Chúng đã bị săn bắn đến mức tuyệt chủng tại bán đảo Mã Lai vào năm 1932. Khi kết thúc Chiến tranh Việt Nam, phân loài tê giác Việt Nam được coi là đã tuyệt chủng trên toàn khu vực châu Á, cho đến năm 1989 thì phân loài này mới lại được tìm thấy. Những thợ săn và khai thác gỗ địa phương ở Campuchia khẳng định rằng họ đã từng nhìn thấy tê giác Java trên dãy núi Kravanh, nhưng những khảo sát khu vực này đã không thể tìm ra bất cứ dấu hiệu nào của chúng. Một quần thể cũng có thể đã còn tồn tại trên đảo Borneo, dù rằng đó có thể là loài tê giác Sumatra, với một quần thể nhỏ của chúng ngày nay vẫn còn tồn tại nơi đây.

## Hoạt động
Tê giác Java là loài động vật sống đơn độc, ngoại trừ những cặp giao phối và mẹ cùng con non. Thỉnh thoảng chúng sẽ tập hợp thành những nhóm nhỏ ở các bãi liếm đất mặn và bãi bùn. Ngâm mình trong bùn là hoạt động thường thấy của tất cả các loài tê giác, việc này cho phép chúng duy trì nhiệt độ cơ thể luôn mát mẻ và giúp chúng chống được bệnh tật và sinh vật ký sinh. Tê giác Java thông thường không tự đào bãi ngâm bùn của riêng chúng, mà thích sử dụng bãi ngâm của những con vật khác hay các hố xuất hiện tự nhiên, được chúng dùng sừng để mở rộng. Những bãi liếm đất mặn cũng rất quan trọng với chúng bởi đây là nơi cung cấp các chất khoáng thiết yếu. Phạm vi chỗ ở của những con đực rộng hơn, khoảng 12–20 km², so với con cái ở khoảng 3–14 km². Sự chồng lấn lẫn nhau về lãnh thổ của những con đực ít hơn những con cái, tuy nhiên người ta vẫn chưa được biết về những cuộc tranh giành lãnh thổ nếu có.
Những con đực đánh dấu lãnh địa của chúng bằng phân và nước tiểu. Những vết cào trên mặt đất bằng chân và những cây con bị vặn cũng có thể được sử dụng cho mục đích thông tin. Những loài tê giác khác thường có tập tính đặc biệt: thải những cục phân lớn ra ngoài và sau đó cạo phân bằng chân sau. Loài tê giác Java và Sumatra khi thải phân ra lại không có hành động như vậy. Sự thích nghi trong hành vi này được cho là do sinh thái ở những cánh rừng ẩm ướt tại Java và Sumatra, khiến phương pháp này không đạt hiệu quả cho việc phát tán những mùi hương đánh dấu.
Tê giác Java phát tiếng kêu ít hơn nhiều so với tê giác Sumatra, có rất ít tiếng tê giác Java từng được ghi lại. Những con trưởng thành không có kẻ địch nào được biết đến ngoài con người. Loài này, đặc biệt ở Việt Nam, rất nhút nhát và thường trốn chạy vào trong rừng rậm mỗi khi con người tới gần. Dù điều này là đặc điểm rất hữu ích khi đứng trên quan điểm bảo tồn, nhưng nó lại gây khó khăn cho việc nghiên cứu chúng. Tuy nhiên, khi con người tiếp xúc quá gần, chúng có thể trở nên hung dữ và sẽ tấn công; chúng sẽ cắn bằng răng cửa hay hàm dưới và dùng đầu húc mạnh lên phía trên. Hoạt động sống khép kín tương đối phản-xã hội của tê giác Java có thể là sự thích nghi gần đây với các áp lực quần thể; bằng chứng lịch sử đã cho thấy, giống như các loài tê giác khác, trước đây chúng đã từng sống thành bầy đàn nhiều hơn.

### Chế độ ăn uống
Tê giác Java là một loài động vật ăn cỏ. Chúng ăn nhiều loại thực vật khác nhau, đặc biệt thích ăn các bộ phận của cây như chồi, lá non, cành con và quả chín. Hầu hết các loại cây mà chúng ưa thích đều mọc ở nơi nhiều ánh sáng, các khoảng rừng thưa, cây bụi và các thảm thực vật mà không có cây lớn khác. Chúng thường hạ đổ những cây con rồi lấy thức ăn bằng chiếc môi trên cử động được. Chúng là loài thích nghi nhất cho việc kiếm ăn ở các loài tê giác. Dù hiện nay, tê giác Java hoàn toàn chỉ là loài ăn cành lá trên cây nhưng chúng đã từng ăn cả cỏ lẫn cành lá trong phạm vi phân bố của chúng trước kia. Hàng ngày, một con tê giác Java ăn khoảng 50 kg thức ăn. Giống như tê giác Sumatra, tê giác Java cũng cần muối khoáng trong khẩu phần. Những bãi liếm mặn, thường có trong khu vực phân bố ngày trước của chúng, lại không có ở Ujung Kulon, nhưng các con tê giác ở đây đã được quan sát khi đang uống nước biển, có thể phù hợp cho nhu cầu dinh dưỡng của chúng.

### Sinh sản
Những tập tính sinh sản của tê giác Java rất khó để nghiên cứu do chúng hiếm khi được quan sát trực tiếp ngoài tự nhiên lẫn việc không có con nào trong các vườn thú. Những con cái bắt đầu thuần thục sau 3-4 tuổi trong khi đó con đực lại thuần thục ở tuổi thứ 6. Thời gian mang thai của chúng ước lượng khoảng 16-19 tháng. Khoảng cách giữa các lần đẻ con là 4-5 năm; tê giác con bắt đầu cai sữa sau khoảng 2 năm. Bốn loài tê giác còn lại đều có hoạt động giao phối giống nhau và người ta suy đoán rằng ở loài tê giác Java cũng tương tự như vậy.

## Bảo tồn

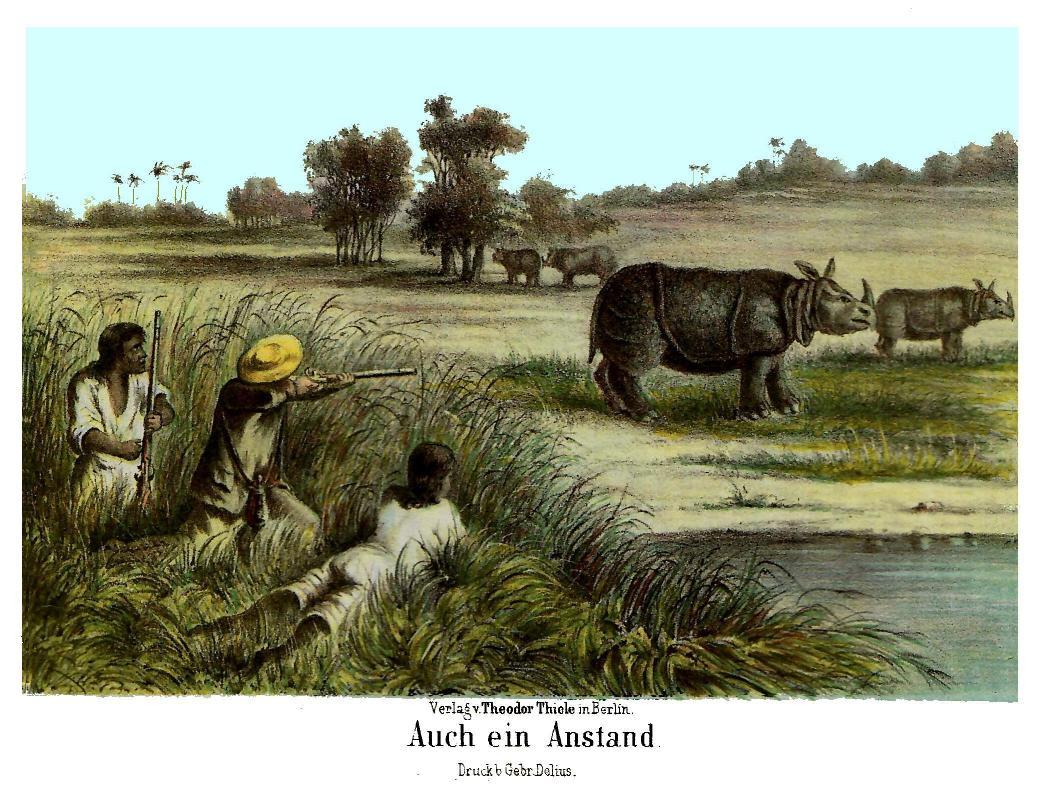
Bức tranh Auch ein Anstand (1861) của Zimmermann, miêu tả một buổi đi săn tê giác Java.

Nguyên nhân chính cho việc suy giảm liên tục số lượng loài tê giác Java là việc chúng bị săn bắt để lấy sừng, một vấn đề không chỉ của chúng mà còn có ở tất cả các loài tê giác khác. Những chiếc sừng đã trở thành hàng hóa buôn bán ở Trung Quốc trong hơn 2000 năm qua, bởi họ tin rằng chúng có tác dụng hiệu quả trong y học phương Đông cổ truyền. Trong lịch sử, bộ da tê giác đã được người Trung Quốc sử dụng làm áo giáp; và những người dân địa phương Việt Nam lại tin về khả năng giải trừ nọc độc rắn bằng da tê. Bởi người dân nhiều vùng địa phương nơi tê giác cư trú còn nghèo, nhận thức còn thấp, nên rất khó để thuyết phục họ không giết những động vật dường như vô ích trong y học nhưng lại có thể bán được nhiều tiền. Sau khi Công ước về buôn bán quốc tế các loài động vật, thực vật hoang dã nguy cấp (CITES) bắt đầu có hiệu lực năm 1975, loài tê giác Java đã được liệt kê bảo vệ ở Phụ lục 1, có nghĩa là: tất cả các giao dịch quốc tế về tê giác Java và các sản phẩm bắt nguồn từ chúng đều là bất hợp pháp. Những khảo sát về tê giác ở chợ đen đã xác định rằng: sừng của những con tê giác châu Á (tê giác Ấn Độ, Java và Sumatra) có thể đạt tới giá 30.000 USD mỗi kilôgam, tức gấp ba lần so với sừng những con tê giác châu Phi cùng họ.
Việc mất đi nơi cư trú bởi ngành nông nghiệp cũng đã góp phần tạo sự suy giảm, dù hiện nay nó không còn là một nhân tố nữa bởi tê giác Java giờ chỉ sống ở hai khu vực bảo tồn quốc gia. Sự suy giảm chất lượng môi trường sống đã ngăn cản việc khôi phục số lượng loài. Cho dù với tất cả các nỗ lực bảo tồn, khả năng tồn tại của chúng vẫn bị đe dọa khốc liệt. Khi quần thể bị giới hạn ở hai khu vực nhỏ, chúng sẽ rất dễ bị bệnh tật và gặp các vấn đề do giao phối cận huyết.

### Ujung Kulon
Vườn quốc gia Ujung Kulon tại đảo Java được thành lập vào năm 1980, là nơi tập trung quần thể Rhinoceros sondaicus sondaicus cuối cùng trên thế giới, với khoảng 40-50 cá thể, theo Tổ chức Tê giác Thế giới (International Rhino Foundation) năm 2007, và 45-50 cá thể, theo WWF năm 2008. Khu bảo tồn này bao gồm bán đảo Ujung Kulon và một số đảo nhỏ liền kề, được Bộ Lâm nghiệp Indonesia quản lý, đã được UNESCO công nhận là di sản thế giới vào năm 1992.
Sau khi bán đảo Ujung Kulon bị núi lửa Krakatoa tàn phá vào năm 1883, những con tê giác bắt đầu xâm lấn trở lại, trong khi đó dân cư nơi đây lại trở nên thưa thớt, vì thế đã tạo một địa điểm trú ẩn an toàn cho chúng. Năm 1931, khi tê giác Java đã đứng trên bờ vực tuyệt chủng ở Sumatra, chính quyền Indonesia đã tuyên bố rằng loài tê giác này là sinh vật được bảo vệ hợp pháp, dù thế sự săn bắn trộm vẫn tiếp diễn. Năm 1967, trong một điều tra lần đầu tiên về tê giác Java ở Ujung Kulon, chỉ có 25 con được ghi nhận. Đến những năm 1970-1980, chính quyền mới sử dụng biện pháp nghiêm ngặt hơn với những kẻ săn trộm. Nhờ thế đến năm 1980, số lượng tê giác đã tăng lên gấp đôi và vẫn tiếp tục giữ ở khoảng 50 con cho đến nay. Dù ở Ujung Kulon không có kẻ săn mồi, nhưng tê giác Java vẫn phải cạnh tranh nguồn tài nguyên (thức ăn, nước uống, chỗ ở) với các loài ăn cỏ hoang dã khác, điều này có thể kìm hãm số lượng tê giác dưới sức chứa tối đa của khu vực bán đảo chúng sống.
Năm 2006, dấu hiệu về ít nhất bốn con tê giác con đã được các nhà khoa học của WWF khám phá, sự kiện này được coi là một thành tựu đặc biệt trong công cuộc bảo tồn.
| Năm      | 1953  | 1959  | 1964  | 1968  | 1972  | 1977  | 1982  | 1990 | 1993 | 1999 | 2002  | 2005  | 2008  |
| Số lượng | 30-50 | 30–40 | 25–50 | 20–29 | 40–48 | 45–54 | 40–60 | < 50 | 50   | 50   | 50–60 | 50–60 | 45-50 |

### Cát Tiên

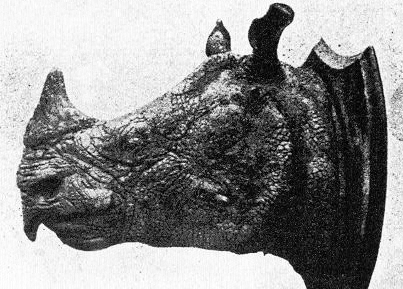
Đầu tê giác Rhinoceros sondaicus annamiticus đực tại Perak, Malaysia

Vườn quốc gia Cát Tiên tại Đông Nam Bộ, Việt Nam được thành lập vào năm 1992. Cát Tiên vào thời điểm đó có quần thể Rhinoceros sondaicus annamiticus cuối cùng trên thế giới trong khi chúng đã tuyệt chủng bên ngoài Việt Nam. Nằm trên địa bàn ba tỉnh Đồng Nai, Lâm Đồng và Bình Phước, cách Thành phố Hồ Chí Minh 150 km về phía Bắc, vườn quốc gia Cát Tiên có đặc trưng là các khu rừng mưa đất thấp ẩm ướt nhiệt đới. Loài tê giác một sừng (tê giác Java Việt Nam) sống tại khu vực Cát Lộc của vườn quốc gia, đã được Sách đỏ Việt Nam xếp vào hạng cao nhất - E (Endangered - Nguy cấp), nhưng vẫn kém hơn so với hạng Cực kỳ nguy cấp của Sách đỏ IUCN.
Dù trước kia đã từng phổ biến trên toàn Đông Nam Á, nhưng sau Chiến tranh Việt Nam, phân loài tê giác Java Việt Nam được coi là đã tuyệt chủng. Những phương pháp sử dụng trong chiến tranh đã tàn phá nghiêm trọng hệ sinh thái của khu vực, ví dụ như sử dụng bom napan, chất độc da cam làm rụng lá, ném bom không kích hay thả mìn. Chiến tranh đã đem tới cho nơi đây hàng loạt những loại vũ khí mà người ta có thể tiếp cận với giá rẻ. Sau chiến tranh, những người dân nghèo, nếu trước kia chỉ dùng hố bẫy, nay lại có những vũ khí gây chết người trong tay, giúp họ trở thành những kẻ săn bắt hiệu quả. Thật bất ngờ khi một con tê giác cái trưởng thành bị bắn chết vào năm 1988. Tin này phản bác giả định rằng tê giác đã tuyệt chủng tại Việt Nam. Năm sau, tức năm 1989, các nhà khoa học đến khảo sát khu rừng miền Nam Việt Nam để tìm dấu hiệu về những con sống sót còn lại đã phát hiện dấu vết mới của ít nhất 15 con tê giác sinh sống trong khu vực dọc sông Đồng Nai. Do mức độ quan trọng của quần thể này nên khu vực chúng sống đã trở thành Khu bảo tồn tê giác Cát Lộc vào năm 1992, sau đó đã sáp nhập vào Vườn quốc gia Cát Tiên năm 1998, tuy nhiên hai khu vực này lại bị ngăn cách bởi các khu đất nông nghiệp.
Dù được con người quan tâm bảo tồn nhưng diện tích cư trú của tê giác vẫn bị xâm lấn 15% vào năm 1990 và con số tê giác còn sống đã giảm xuống chỉ còn 5-8 con vào năm 1999. Theo đánh giá năm 2000, có khoảng 6 nghìn người sống bên rìa khu vực vườn quốc gia, ở các vùng bãi bồi triền sông, môi trường sống ưa thích của tê giác, bắt đầu xâm lấn để trồng lúa, cộng thêm với lực lượng kiểm lâm bảo vệ ít ỏi (dưới 20 người), nên người ta cho rằng tê giác Việt Nam chỉ có thể tồn tại trong vòng từ 3-5 năm nữa. Sau đó cơ quan bảo tồn ước tính chỉ còn 3-8 con tê giác, và có thể không có con đực nào sống sót. Loài tê giác đang đứng trước nguy cơ tuyệt chủng. Những nhà bảo tồn tranh luận về cơ hội sống sót của loài tê giác nơi đây; một số người cho rằng nên đem tê giác từ Indonesia sang để duy trì quần thể; những ý kiến khác cho rằng quần thể có khả năng tự phục hồi.
Ngày 29 tháng 4 năm 2010, người ta phát hiện một con tê giác đã bị kẻ săn trộm bắn chết tại vườn quốc gia Cát Tiên. Đây được xem là một tin buồn cho ngành bảo tồn học Việt Nam. Quỹ WWF muốn chính phủ Việt Nam điều tra khẩn cấp để tìm ra thủ phạm. Đến tháng 10 năm 2011, Quỹ Quốc tế Bảo vệ Thiên nhiên cho biết con tê giác đó là con tê giác cuối cùng tại Việt Nam, và hiện tại loài tê giác Java đã tuyệt chủng tại Việt Nam. Quỹ Bảo tồn Tê giác Quốc tế IRF (International Rhino Foundation) cũng đã khẳng định tin này.
| Năm      | 1989  | 1991 | 1993 | 1998 | 1999 | 2001 | 2005 | 2007 | 2011 |
| Số lượng | 10-15 | 8-12 | 7-9  | 5-7  | 7-8  | 5-8  | 2-7  | 4-5  | 0    |

### Trong điều kiện nuôi nhốt

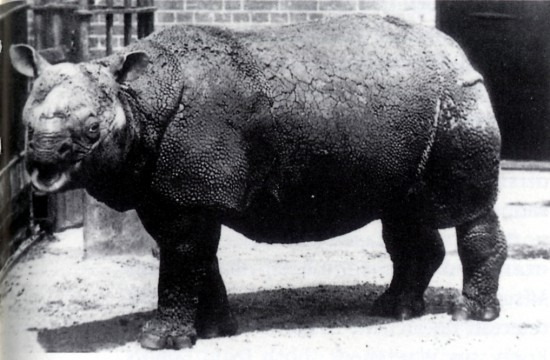
Một con tê giác Java tại Vườn thú Luân Đôn (từ tháng 3 năm 1874-tháng 1, 1885)

Không có con tê giác Java nào được trưng bày trong một thế kỉ qua. Thế kỷ 19, có ít nhất bốn con đã được trưng bày tại Adelaide, Calcutta và London. Theo các tài liệu có tổng số ít nhất 22 con tê giác Java đã bị nuôi nhốt, nhưng cũng có thể con số này lớn hơn vì nhiều khi nó bị nhầm với tê giác Ấn Độ. Tê giác Java chưa bao giờ sinh trưởng tốt trong điều kiện nuôi nhốt, nhiều nhất có con chỉ sống được 20 năm, bằng một nửa tuổi thọ của loài tê giác trong tự nhiên. Con tê giác Java bị giam cuối cùng chết tại Vườn thú Adelaide của Úc vào năm 1907, lúc đó chúng đang còn được biết rất ít và con vật này đã bị coi là thuộc loài tê giác Ấn Độ. Bởi những chương trình kéo dài và tốn kém trong thập niên 1980 và 1990 với mục đích nuôi những con tê giác Sumatra trong các vườn thú đều thất bại thảm hại, nên những cố gắng bảo tồn loài tê giác Java bằng cách tương tự cũng không chắc chắn thành công.